# Chiesa di Santa Maria Assunta (Poschiavo)
La chiesa di Santa Maria Assunta è un edificio religioso barocco che si trova a Poschiavo, nel cantone dei Grigioni, costruita su di un terrazzo artificiale.

## Storia
La struttura viene citata per la prima volta in documenti storici risalenti al 1286. Fra il 1692 ed il 1709 venne ricostruito il coro e vennero erette le due cappelle laterali.

## Descrizione
La chiesa ha una pianta ad unica navata sovrastata da una volta a crociera.